# Pseudepigrafia

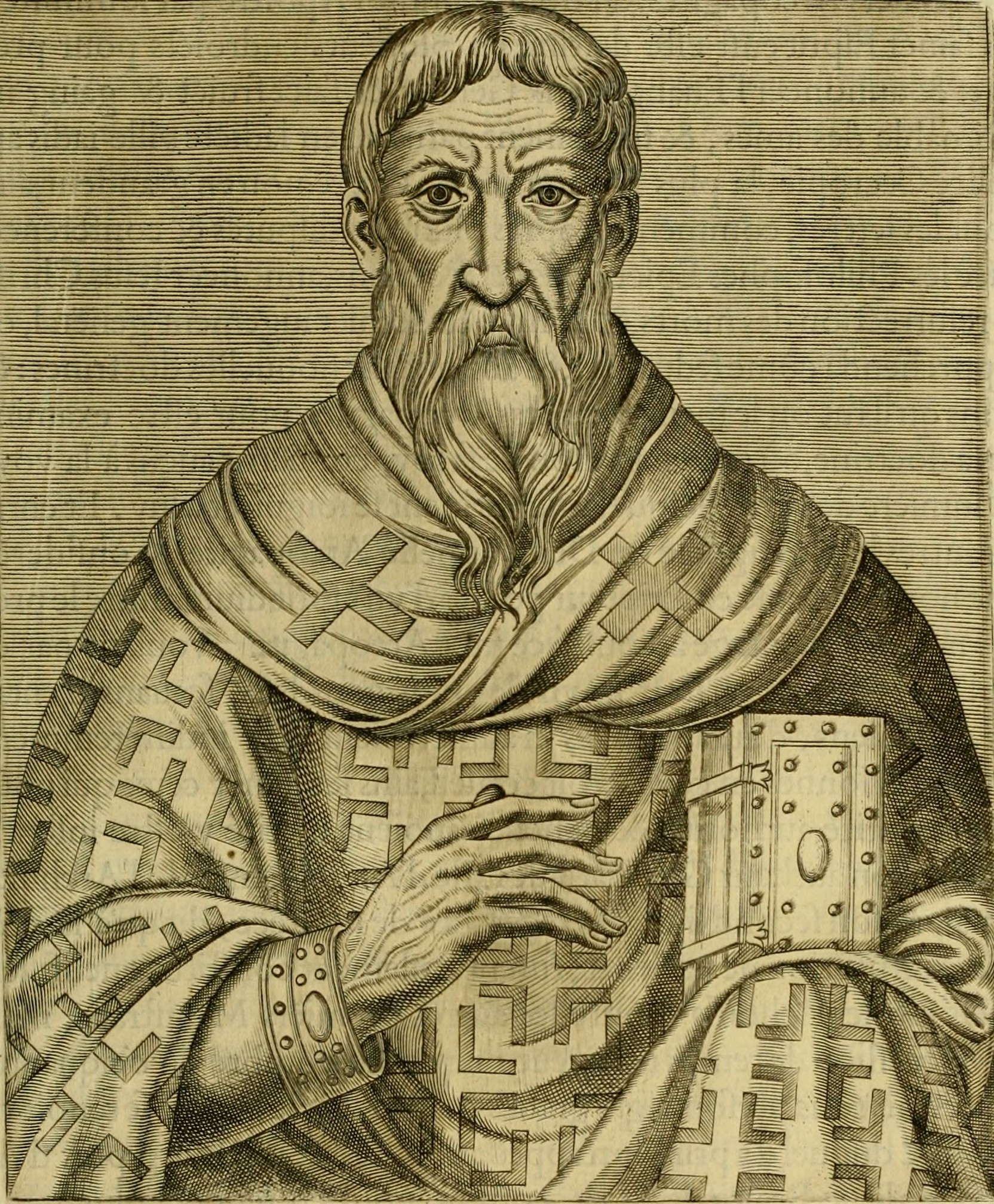
Denis, o Areopagita, primeiro apóstolo dos gauleses.

Pseudepigrafia (do grego ψευδεπιγραφία) é o estudo dos pseudepígrafos ou pseudepígrafe, que são textos aos quais é atribuída falsa autoria ou um título falso.